# Отношения ДР Конго и Испании
Отношения Демократической Республики Конго и Испании — двусторонние дипломатические отношения между Демократической Республикой Конго (ДРК) и Испанией.

## Дипломатические отношения
Отношения между Испанией и ДРК традиционно были хорошими. В последние годы углубляется несколько новых областей в соответствии с прогрессом в стабилизации и умиротворении ДР Конго и увеличением присутствия испанских компаний на африканском континенте.

## Экономические отношения
9 ноября 2011 года были подписаны два двусторонних соглашения о пересмотре условий долга с компаниями ICO и CESCE в результате соглашения, достигнутого в феврале 2010 года в Парижском клубе. Сумма рефинансированного долга составляет 14,72 млн $, из которых 7,57 млн $ соответствуют кредитам FAD ICO и 7,15 млн $ — CESCE.
В конце 2014 года начались процедуры трансформации этой задолженности в проекты сотрудничества. Присутствие испанских компаний в ДРК увеличивается в результате расширения испанского экспорта и поиска новых возможностей. За исключением Elecnor, остальные испанские компании в ДРК по-прежнему являются небольшими или средними, однако они участвуют в международных конкурсах, а в некоторых случаях действуют на национальном уровне, совершая, например, пожертвования в аэропорт Кизангани Бангкока или изготовление монет для Национального банка ДРК. Сумма контрактов, выигранных на конкурсах в ДРК, составила в 2014 году около 200 млн €, что подчёркивает контракты Elecnor и AEE в секторе обновления электрической инфраструктуры.
В 2011 году экспорт составил 20 млн €, в 2012 году — 12 млн €, в 2013 году — 32 млн €. В первые три квартала экспорт составил 29 млн €.
В 2013 году импорт составил 118 млн €. За первые три квартала 2014 года он упал до всего 16 млн €. Основными импортируемыми товарами являются топливо, минеральные и медные масла; остальную часть испанского импорта из ДРК составляет древесина, какао, масличные семена и т. д.
В испанский экспорт входят горюче-смазочные материалы, изделия из железа и стали, различные пищевые продукты, бытовая техника и электрооборудование, парфюмерия, мясные или рыбные консервы, керамические изделия и др.
Испанское посольство, присутствующее с начала 2000-х годов и открытое в 2010 году Отделением технического сотрудничества, в 2012 году начало процесс выхода в связи с изменением определения внешнего присутствия Испанского сотрудничества и апреле 2013 года вследствие новый Генеральный план сотрудничества, в котором ДРК теряет статус приоритетной страны.
До 2012 года по объёму официальной помощи в целях развития ДРК Испания входила в десятку крупнейших доноров. Тем не менее, Испания продолжает сохранять важное присутствие в гуманитарной сфере — секторе, на который AECID выделяет около 5 млн € за счёт взноса в Общий гуманитарный фонд на действия по координации гуманитарной деятельности, осуществляемой Управлением по координации гуманитарных вопросов, и различные проекты, проводимые ЮНИСЕФ, «Врачами без границ» и «Каритас» по оказанию помощи жертвам вооружённых конфликтов и эпидемий.

## Дипломатические представительства
У Демократической Республики Конго есть посольство в Мадриде, а у Испании есть посольство в Киншасе.